# Neurotoxina
Neurotoxina é um termo usado em bacteriologia para designar as toxinas que, em razão de seu grande potencial agressivo nos seres complexos, mesmo quando em pequenas concentrações, são capazes de lesar o sistema nervoso, podendo ainda agir sobre outras partes do organismo.
Um exemplo de neurotoxina é a ação provocada pela bactéria Clostridium tetani, causadora do tétano.
A neurotoxina é uma ação paralisadora que atinge os neurônios danificando-os.